# Conny Karlsson

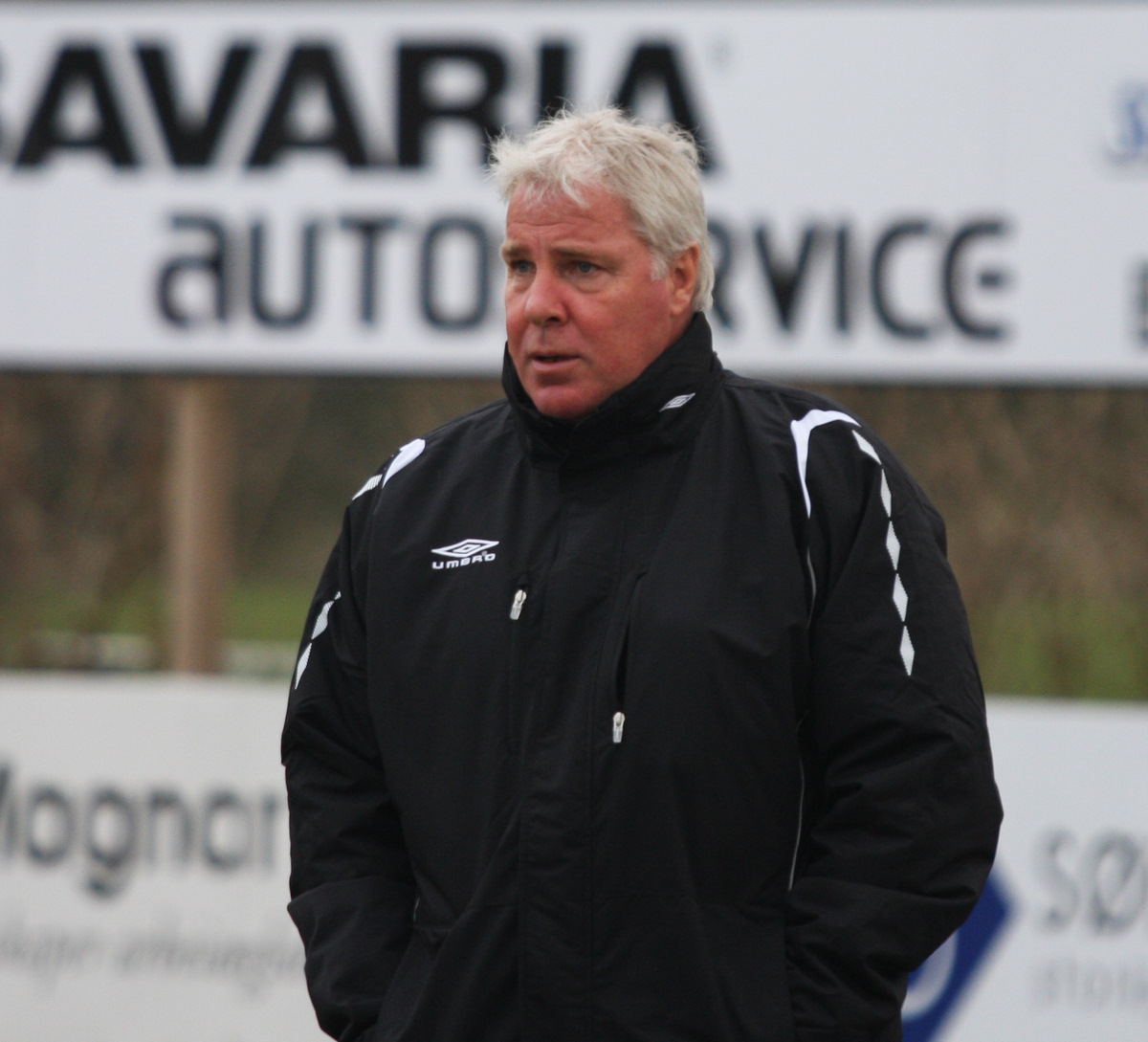
Conny Karlsson (2009)

Conny Karlsson (* 21. November 1953 in Oskarshamn) ist ein ehemaliger schwedischer Fußballspieler. Der mittlerweile als Trainer tätige Abwehrspieler gewann als Spieler mit IFK Göteborg den UEFA-Pokal und lief zwischen 1980 und 1985 in vier Länderspielen für die schwedische Nationalmannschaft auf. Als Trainer gewann er 2011 mit Helsingborgs IF das Triple aus schwedischer Meisterschaft, Landespokal und Supercup.

## Werdegang

### Spielerkarriere
Karlsson begann mit dem Fußballspielen bei IFK Oskarshamn in seinem Heimatort. Vor der Spielzeit 1975 schloss er sich dem Zweitligisten IFK Göteborg an. Nachdem ihm in seinem ersten Jahr beim Klub der Aufstieg in die Allsvenskan als Tabellenzweiter der Südstaffel hinter Kalmar FF verwehrt geblieben war, erreichte er am Ende der folgenden Spielzeit als Staffelsieger die höchste schwedische Spielklasse. An der Seite von Ralf Edström, Olle Nordin und Reine Almqvist etablierte er sie Mannschaft im vorderen Ligabereich und erreichte zwei Jahre nach dem Aufstieg als Tabellendritter der Erstliga-Spielzeit 1978 einen Europapokalplatz. Im Sommer 1979 holte er mit dem Klub unter Leitung des im Frühjahr neu verpflichteten Sven-Göran Eriksson seinen ersten Titel, als im Endspiel um den schwedischen Landespokal Åtvidabergs FF mit einem 6:1-Erfolg deklassiert wurde.
Als Vizemeister der Spielzeit 1979 verpasste Karlsson mit der Mannschaft knapp das Double. Auch in den folgenden Spielzeiten blieb der mittlerweile zum Mannschaftskapitän aufgestiegene Abwehrspieler mit dem Klub ohne Titelgewinn, erreichte jedoch regelmäßig den UEFA-Pokal. Damit qualifizierte er sich für die Nationalmannschaft, in der er im April 1980 anlässlich einer 1:5-Niederlage gegen die Nationalmannschaft der UdSSR debütierte. Mit dem von ökonomischen Problemen geplagten Klub gelang ihm schließlich im Jahr 1982 der große Triumph. Im UEFA-Pokal 1981/82 zog er mit der Mannschaft nach Siegen über den Valkeakosken Haka, den SK Sturm Graz, Dinamo Bukarest ins Viertelfinale gegen den FC Valencia ein. Nachdem das Präsidium des Klubs aufgrund der größer werdenden Probleme, die beinahe eine Anreise nach Spanien zum Hinspiel verhindert hätten, zurückgetreten war, gehörte er zu den entscheidenden Protagonisten, die nach einem 2:2-Auswärtsunentschieden nach Toren von Ruben Svensson und Torbjörn Nilsson sowie einem 2:0-Rückspielerfolg vor 50.000 Zuschauern und dem Halbfinalerfolg gegen den 1. FC Kaiserslautern den Grundstein für die Gesundung des Klubs legten. Gegen den im Endspiel favorisierten Hamburger SV glückte im Hinspiel durch ein spätes Tor von Tord Holmgren ein 1:0-Heimerfolg. Auch im Rückspiel war er an der Seite von Glenn Hysén, Glenn Schiller, Stig Fredriksson und Torhüter Thomas Wernersson dafür verantwortlich, das der norddeutsche Klub ohne Torerfolg blieb. Die Göteborger Taktik, die sie im Laufe der Europapokalsaison unschlagbar gemacht hatte – konsequentes Konterspiel aus einer sicheren Abwehrkette – war auch im Rückspiel erfolgreich und nach Toren von Dan Corneliusson, Torbjörn Nilsson und Stig Fredriksson konnte er nach Abpfiff des 3:0-Rückspielerfolgs die Trophäe in den Himmel recken. Kurze Zeit später fügte er mit dem erneuten Pokalsieg einen weiteren Titelgewinn hinzu, ehe unter Leitung von Gunder Bengtsson, der Eriksson im Sommer als Trainer abgelöst hatte, am Ende der Meisterschaftsendrunde der Spielzeit 1982 nach einem Endspielerfolg gegen Hammarby IF das Triple erreicht worden war.
Karlsson folgte wie einige seiner Kollegen dem Ruf des Geldes und verließ die immer noch nach Amateurregeln betriebene schwedische Meisterschaft. Er heuerte beim in der US-amerikanischen NASL spielenden Klub Toronto Blizzard an. Dort lief er an der Seite seines Landsmanns Jan Möller sowie mit Arno Steffenhagen, Jimmy Nicholl, Randy Ragan und Bruce Wilson auf. 1983 und 1984 erreichte er mit der Mannschaft jeweils das Endspiel um die Meisterschaft, der Sieg des Soccer Bowl wurde gegen die Tulsa Roughnecks respektive Chicago Sting jeweils verpasst.
Vor der Allsvenskan-Spielzeit 1985 kehrte Karlsson nach zwei Jahren in Nordamerika nach Schweden zurück. An der Seite von Sören Börjesson und Jan Hellström zog er mit der von Agne Simonsson betreuten Mannschaft der Örgryte IS ins Meisterschaftsendspiel ein. Im Göteborger Duell mit seiner ehemaligen Spielstation IFK Göteborg holte er mit dem Klub den ersten Meistertitel der Vereinsgeschichte seit 1913. In den folgenden Spielzeiten konnte der Erfolg nicht bestätigt werden und nach einem achten Tabellenrang in der Spielzeit 1987 beendete er seine aktive Laufbahn.

### Trainerkarriere
Karlsson wechselte direkt nach seinem Karriereende auf die Trainerbank seiner letzten Spielstation und wurde Assistent von Bob Houghton. Er erreichte mit der Mannschaft um Peter Karlsson, Glenn Martindahl und Sven Andersson in der Spielzeit 1988 die Meisterschaftsendrunde, im Halbfinale scheiterte der Klub jedoch an der von Roy Hodgson trainierten Mannschaft des späteren Meisters Malmö FF um Spieler wie Martin Dahlin, Roger Ljung oder Jonas Thern.
1991 übernahm Karlsson seinen ersten Posten als hauptverantwortlicher Trainer. Den Zweitligisten Landskrona BoIS führte er nach einem siebten Platz 1991 in der Spielzeit 1992 zur Vizemeisterschaft in der Herbstserie hinter Helsingborgs IF. Im folgenden Jahr, in dem die Spielzeit wieder in einer einheitlichen Serie über die komplette Saison ausgetragen wurde, erzielte er mit der Mannschaft 19 Siege in 26 Saisonspielen. Damit gewann der Klub die Südstaffel mit neun Punkten Vorsprung auf Vizemeister IFK Hässleholm und hatte 16 Punkte Vorsprung auf den von Kalmar FF belegten besten Nicht-Aufstiegsplatz.
Im Angesicht des Erfolges, der ihm außerhalb der Landesgrenzen einen Namen als Trainer verschafft hatte, nahm Karlsson ein Angebot des norwegischen Klubs FK Haugesund an. Nachdem er in seiner ersten Spielzeit mit dem Zweitligisten gegen den Abstieg gespielt hatte, führte er in der Spielzeit 1995 den Klub mit sechs Punkten Rückstand auf den von Sogndal Fotball belegten Relegationsplatz auf den vierten Rang der Abschlusstabelle. Die folgende Saison verlief erfolgreicher: 14 Siege und fünf Unentschieden in 22 Spielen bedeuteten die Zweitligameisterschaft und damit den Aufstieg in die Tippeligaen. Dort spielte die Mannschaft im hinteren Mittelfeld und schaffte insbesondere aufgrund der mit 38 Gegentoren in 22 Spielen siebtbesten Abwehr den Klassenerhalt. Einzig bei den Spielen gegen Rosenborg BK, die mit einer 0:5-Auswärts- respektive 2:6-Heimniederlage endeten, kassierte die Elf übermäßig viele Tore. Die Spielzeit 1998 begann jedoch desaströs, nach vier Spieltagen war die Mannschaft punktlos Tabellenletzter und feierte erst am siebten Spieltag mit einem 4:0-Auswärtserfolg beim Drittletzten Sogndal Fotboll den ersten Saisonsieg. Bis zum Saisonende blieb die Mannschaft auf einem der letzten drei Plätze und verpasste durch ein 1:1-Unentschieden am letzten Spieltag gegen den direkten Konkurrenten Kongsvinger IL den Sprung auf einen Relegationsplatz und musste direkt absteigen.
Nachdem sich die Wege von Klub und Trainer daraufhin getrennt hatten, übernahm Karlsson den Trainerposten bei Ham-Kam. Auch beim Drittligisten war er erfolgreich und führte den Klub aus Hamar auf Anhieb in die zweite Liga. Im Verlauf des Jahres 2000 kehrte er jedoch nach Schweden zurück und übernahm den im Abstiegskampf befindlichen Zweitligisten Kalmar FF, den er bis zum Saisonende auf den zehnten Tabellenplatz lenkte. In der Zweitliga-Spielzeit 2001 zeigte er erneut sein Talent als Aufstiegstrainer und stieg mit dem Klub als Tabellenerster vor Landskrona BoIS und Mjällby AIF in die Allsvenskan auf. Dort spielte die Mannschaft gegen den direkten Wiederabstieg, so dass der Klub ihn im Laufe der Spielzeit freistellte und durch Nanne Bergstrand ersetzte.
Nach einem kurzen Engagement bei Assyriska Föreningen übernahm Karlsson 2004 den Zweitligisten Trelleborgs FF. 2006 stieg er mit der Mannschaft in die Allsvenskan auf, am Ende der folgenden Erstligaspielzeit trennte sich der Klub von ihm und ersetzte ihn durch Tom Prahl. Daraufhin kehrte er erneut nach Norwegen zurück und trainierte den FK Sparta Sarpsborg bis zum Sommer 2008 in der Adeccoligaen. Nach einem halben Jahr Arbeitslosigkeit übernahm er Anfang 2009 zum zweiten Mal Assyriska. Mit dem Klub erreichte er in der Zweitliga-Spielzeit 2009 hinter Mjällby AIF und Åtvidabergs FF den Relegationsplatz. Nach einem 2:0-Hinspielerfolg gegen Djurgårdens IF verpasste die Mannschaft nach einer 0:3-Niederlage nach Verlängerung im Rückspiel den Aufstieg.
Karlsson hatte damit wieder höherklassig auf sich aufmerksam gemacht. Ende November 2009 verpflichtete ihn der Allsvenskan-Klub Helsingborgs IF als Trainer. Da er nicht die für die Tätigkeit als Trainer in Europa ab 2011 verpflichtenden Trainerlizenz besaß, stellte der Klub mit Bezug auf seine langjährige Trainertätigkeit und die entsprechenden Erfolge beim Svenska Fotbollförbundet einen Antrag auf Ausnahmegenehmigung, der jedoch im Dezember abgelehnt wurde.
Dennoch setzte der Klub weiterhin auf Karlsson und stellte ihm mit Per-Ola Ljung einen lizenzierten Assistenten zur Seite. In der Spielzeit 2011 trug diese Entscheidung Früchte, als der Klub sowohl die Meisterschaft als auch Pokal und Supercup gewann. Nachdem Ljung im Sommer 2012 von Sportchef Jesper Jansson entlassen worden war, trat Karlsson eine Woche später aus Protest gegen diese Entscheidung und aufgrund des ohnehin angespannten Verhältnisses zur sportlichen Leitung von seinem Amt als Cheftrainer zurück.
Anfang 2013 übernahm Karlsson das Traineramt beim Zweitligisten IK Brage. Jedoch blieb der Erfolg aus, der Klub fand sich direkt im Abstiegskampf wieder. Daher beendete er im Juni des Jahres beim seinerzeitigen Tabellenletzten sein Engagement.